# Draževići (ort i Bosnien och Hercegovina)
Draževići är en ort i Bosnien och Hercegovina.   Den ligger i entiteten Federationen Bosnien och Hercegovina, i den centrala delen av landet, 18 km väster om huvudstaden Sarajevo. Draževići ligger 581 meter över havet och antalet invånare är 345.
Terrängen runt Draževići är lite kuperad. Runt Draževići är det ganska tätbefolkat, med 93 invånare per kvadratkilometer.. Närmaste större samhälle är Sarajevo, 17,9 km öster om Draževići. 
I omgivningarna runt Draževići växer i huvudsak lövfällande lövskog.